# Nagroda Naukowa SBP im. Adama Łysakowskiego
Nagroda Naukowa SBP im. Adama Łysakowskiego – nagroda ustanowiona 15 kwietnia 1983 r. uchwałą Zarządu Głównego Stowarzyszenia Bibliotekarzy Polskich, przyznawana za prace badawcze o dużym znaczeniu dla rozwoju teorii i praktyki bibliotekarstwa i informacji naukowej. Celem jej jest promowanie w środowisku bibliotekarskim autorów, których dzieła mają istotne znaczenie dla rozwoju teorii i doskonalenia praktyki bibliotecznej i informacyjnej. Patronem nagrody jest Adam Łysakowski.

## Założenia
W latach 1994–2001 r. Nagroda Naukowa SBP im. Adama Łysakowskiego była przyznawana w dwóch kategoriach:
- prace o charakterze teoretyczno-metodologicznym
- prace o charakterze dokumentacyjno-źródłowym.

Regulamin z 2001 r. włączył trzecią kategorię: prace praktyczno-wdrożeniowe.
Obecnie, zgodnie z Regulaminem z 2007 r. nagroda jest przyznawana w czterech kategoriach:
- prace o charakterze teoretycznym, metodologicznym, źródłowym
- prace o charakterze dokumentacyjno-informacyjnym
- podręczniki akademickie
- prace o charakterze praktyczno-wdrożeniowym.

Zgłaszanie nominacji do Nagrody za rok poprzedni odbywa się do 15 marca roku następnego. Komisja Nagrody, w której skład wchodzą przedstawiciele środowisk akademickich i bibliotekarskich, powinna zakończyć prace związane z oceną nominowanych publikacji do 31 maja każdego roku.
Nagroda ma postać medalu i dyplomu.

## Laureaci
Laureaci Nagrody Naukowej SBP im. Adama Łysakowskiego:

### Za rok 2023
- W kategorii prace o charakterze teoretycznym, metodologicznym, źródłowym:
  - „W bezpiecznym żyjesz kraju”: polskie książki, prasa i biblioteki Poznania lat Wielkiej Wojny / Artur Jazdon. Poznań: Wydawnictwo Miejskie Posnania, 2023[7]
- W kategorii podręczniki akademickie:
  - Marketing w działalności bibliotecznej. Pod red. naukową Mai Wojciechowskiej. Warszawa: Wydawnictwo Naukowe i Edukacyjne SBP, 2023[7]
- W kategorii prace o charakterze praktyczno-wdrożeniowym:
  - Komunikacja interpersonalna i psychologiczne aspekty pracy z ludźmi: od instytucji kultury do biznesu / Magdalena Cyrklaff-Gorczyca. Warszawa: Wydawnictwo Naukowe i Edukacyjne SBP, 2023[8]

### Za rok 2022
- W kategorii prace o charakterze teoretycznym, metodologicznym, źródłowym:
  - Zachowania informacyjne człowieka w kontekście zjawiska epistemicznej bańki informacyjnej: propozycja nowej koncepcji / Monika Krakowska. Kraków: Wydaw. UJ, 2022

- W kategorii prace o charakterze dokumentacyjno-informacyjnym:
  - Prasa we Lwowie w latach 1918–1945 / Jerzy Jarowiecki. Warszawa: Wydaw. Naukowe i Edukacyjne SBP, 2022[9]

### Za rok 2021
- W kategorii prace o charakterze teoretycznym, metodologicznym, źródłowym:
  - Kultura bezpieczeństwa informacyjnego w środowisku walki o przewagę informacyjną / Hanna Batorowska, Kraków: Wydaw. LIBRON – Filip Lohner, 2021

- W kategorii prace o charakterze dokumentacyjno-informacyjnym:
  - Badania nad książką, biblioteką i informacją w kręgu towarzystw naukowych: Komisja Bibliologii i Bibliotekoznawstwa Wrocławskiego Towarzystwa Naukowego (1953-2003) / Bożena Koredczuk, Wrocław: Wydaw. Uniwersytetu Wrocławskiego, 2021

- W kategorii podręczniki akademickie:
  - Mapy nauki: badania, potencjał oraz wyzwania w przykładach / Veslava Osińska, Toruń: Wydaw. Naukowe Uniwersytetu Mikołaja Kopernika, 2021

- W kategorii prace o charakterze praktyczno-wdrożeniowym:
  - Angielsko-polski słownik IA, UX, UI & SEO / Jacek Tomaszczyk i Anna Matysek, Katowice: Wydaw. Uniwersytetu Śląskiego, 2021[10]

### Za rok 2020
- W kategorii prace o charakterze teoretycznym, metodologicznym, źródłowym:
  - Aplikacje mobilne w systemach informacyjnych: teoria i praktyka / Grzegorz Gmiterek. Warszawa: Wydaw. Nauk. i Eduk. SBP, 2020

- W kategorii prace o charakterze dokumentacyjno-informacyjnym:
  - Bibliografia Fonografii Polskiej (Źródła do badań fonografii polskiej od 1878 roku do czasów współczesnych) / Pod red. Marii Wróblewskiej. [baza danych]

- W kategorii prace o charakterze praktyczno-wdrożeniowym:
  - Serwisy internetowe instytucji kultury w Polsce / Mariusz Jarocki, Paweł Marzec. Toruń: Wydaw. Naukowe UMK, 2020[11]

### Za rok 2019
- W kategorii prace o charakterze teoretycznym, metodologicznym, źródłowym:
  - Kształtowanie kapitału społecznego: ujęcie z perspektywy bibliotekoznawczej / Maja Wojciechowska. Warszawa: Difin, 2019

- W kategorii prace o charakterze dokumentacyjno-informacyjnym:
  - Biblioteka Uniwersytecka w Poznaniu 1919-2018: zasoby, działania, ludzie / Artur Jazdon. Poznań: Biblioteka Uniwersytecka w Poznaniu, 2019. (Prace Naukowe Biblioteki Uniwersyteckiej; 34)[12]

- W kategorii podręczniki akademickie:
  - Zarządzanie biblioteką / Pod red. Mai Wojciechowskiej. Warszawa: Wydaw. Naukowe i Edukacyjne SBP, 2019. (Nauka, Dydaktyka, Praktyka; 189)[13]

- - Zarządzanie informacją / Pod red. Wiesława Babika. Warszawa: Wydaw. Naukowe i Edukacyjne SBP, 2019. (Nauka, Dydaktyka, Praktyka; 193)

- W kategorii prace o charakterze praktyczno-wdrożeniowym:
  - Uniwersalna Klasyfikacja Dziesiętna: wydanie skrócone dla bieżącej bibliografii narodowej i bibliotek publicznych: publikacja Konsorcjum UKD nr 102 autoryzowana przez Konsorcjum UKD na Podstawie licencji PL2019/01 / [opracowanie tablic Jolanta Hys, Joanna Kwiatkowska]. Warszawa: Biblioteka Narodowa, 2019[14]

- - Zarządzanie zasobami dokumentów elektronicznych w instytucjonalnych repozytoriach akademickich / Leszek Szafrański. Warszawa: Wydaw. Naukowe i Edukacyjne SBP, 2019. (Nauka, Dydaktyka, Praktyka; 188)[15]

### Za rok 2018
- W kategorii prace o charakterze teoretycznym, metodologicznym, źródłowym:
  - Modelowanie procesu wyszukiwania informacji naukowej. Strategie i interakcje / Arkadiusz Pulikowski. Katowice: Wydaw. Uniwersytetu Śląskiego, 2018

- W kategorii prace o charakterze dokumentacyjno-informacyjnym:
  - Polskie czasopisma popularnonaukowe do 1939 roku. T.1-3. Kraków: Wydaw. Naukowe Uniwersytetu Pedagogicznego, 2018. T. 1. Dzieje i rozwój / Ewa Wójcik, Grażyna Wrona, Renata Zając, T. 2. Związki nauki ze sztuką / Dorota Kamisińska; T. 3. Technika na łamach / Agnieszka Cieślikowa

- W kategorii podręczniki akademickie:
  - Nauka o informacji w okresie zmian. Innowacyjne usługi informacyjne / pod redakcją Barbary Sosińskiej-Kalaty, Piotra Trafiłowskiego i Zuzanny Wiorogórskiej. Warszawa: Wydaw. SBP, 2018 (Miscellanea Informatologica Varsoviensia; vol. IX)

- W kategorii prace o charakterze praktyczno-wdrożeniowym:
  - Typografia dla humanistów. O złożonych problemach projektowania edycji naukowych / Ewa Repucho, Tomasz Bierkowski, Warszawa: Wydaw. SBP, 2018. (Nauka, Dydaktyka, Praktyka; 184)[16]

### Za rok 2017
- W kategorii prace o charakterze teoretycznym, metodologicznym, źródłowym:
  - Encyklopedia książki / Pod red. Anny Żbikowskiej-Migoń i Marty Skalskiej-Zlat. T. 1-2. Wrocław: Wydaw. Uniwersytetu Wrocławskiego, 2017

- W kategorii prace o charakterze dokumentacyjno-informacyjnym:
  - Stowarzyszenie Bibliotekarzy Polskich: przeszłość i teraźniejszość 1917-2017/ Pod red. Jadwigi Koniecznej. Warszawa: Wydaw. SBP, 2017

- W kategorii podręczniki akademickie:
  - Język haseł przedmiotowych Biblioteki Narodowej: od analizy dokumentu do opisu przedmiotowego / Bartłomiej Włodarczyk, Jadwiga Woźniak-Kasperek. Warszawa: Wydaw. SBP, 2017

- W kategorii prace o charakterze praktyczno-wdrożeniowym:
  - U progu czytelnictwa: zainteresowania książką i przygotowanie czytelnicze dzieci sześcioletnich w ujęciu temporalnym / Małgorzata Centner-Guz. Lublin: Wydaw. Uniwersytetu Marii Curie-Skłodowskiej, 2017[17]

### Za rok 2016
- W kategorii podręczniki akademickie:
  - Nauka o informacji / Pod red. Wiesława Babika. Warszawa: Wydaw. SBP, 2016. (Nauka, Dydaktyka, Praktyka; 174)

- W kategorii prace o charakterze praktyczno-wdrożeniowym:
  - Multimedia w komunikacji, czytelnictwie i życiu kulturalnym osób z dysfunkcją słuchu / Bronisława Woźniczka-Paruzel. Toruń: Wydaw. Naukowe UMK, 2016[18]

### Za rok 2015
- W kategorii prace o charakterze teoretycznym, metodologicznym, źródłowym:
  - Kultura oceny w bibliotekach. Obszary, modele i metody badań jakości zasobów oraz usług biblioteczno-informacyjnych / Ewa Głowacka. Toruń: Wydaw. Naukowe UMK, 2015

- W kategorii prace o charakterze dokumentacyjno-informacyjnym:
  - Kronika Państwowego Instytutu Książki (1945-1949) / wstęp, przypisy i opracowanie Małgorzata Korczyńska-Derkacz. Warszawa: Wydaw. SBP, 2015

- W kategorii podręczniki akademickie:
  - Światowy model informacji bibliograficznej: programy i projekty (1950-2010) / Dorota Siwecka. Warszawa: Wydaw. SBP, 2015. (Nauka, Dydaktyka, Praktyka; 162)

- W kategorii prace o charakterze praktyczno-wdrożeniowym:
  - Dzielenie się wiedzą i informacją: specyfika nieformalnej komunikacji w polskim środowisku akademickim / Marzena Świgoń. Olsztyn: Wydaw. UWM, 2015[19]

### Za rok 2014
- W kategorii prace o charakterze teoretycznym, metodologicznym, źródłowym:
  - Polskie bibliografie nauk humanistycznych i społecznych do roku 1989 : historia i metodyka / Alicja Matczuk. Lublin: Wydaw. UMCS, 2014

- W kategorii podręczniki akademickie:
  - Biblioterapia w edukacji z zakresu profilaktyki uzależnień i promocji zdrowia /Magdalena Cyrklaff. Toruń: Wydaw. Naukowe UMK, 2014

- W kategorii prace o charakterze praktyczno-wdrożeniowym:
  - Wstęp do Open Source / Sebastian Dawid Kotuła. Warszawa: Wydaw. SBP, 2014[20]

### Za rok 2013
- W kategorii prace o charakterze teoretycznym, metodologicznym, źródłowym:
  - Historiografia prasy polskiej (do 1918 roku): naukometryczna analiza dyscypliny 1945-2009 / Władysław Marek Kolasa. Kraków: Wydawnictwo Naukowe Uniwersytetu Pedagogicznego, 2013. (Prace Monograficzne; nr 678)

- W kategorii prace o charakterze dokumentacyjno-informacyjnym:
  - Druki ulotne i okolicznościowe jako źródła do badań dziejów i kultury Dolnego Śląska lat 1945–1956 / Aneta Firlej-Buzon. Wrocław: Wydawnictwo Uniwersytetu Wrocławskiego, 2013. (Acta Universitatis Wratislaviensis; nr 3495)

- W kategorii podręczniki akademickie:
  - Badania zachowań informacyjnych / Anna Mierzecka-Szczepańska. Warszawa: Wydawnictwo SBP, 2013. (Nauka, Dydaktyka, Praktyka; 146)

- W kategorii prace o charakterze praktyczno-wdrożeniowym:
  - Jadwiga Woźniak-Kasperek, Teresa Głowacka, Anna Bober, Danuta Patkaniowska, Barbara Majchrowska, Grażyna Maria Wilczyńska, Przemysław Ćwikowski za cykl podręczników Katalogowanie w języku haseł przedmiotowych KABA.

- - Analiza dokumentu i jego opis przedmiotowy / Teresa Głowacka; Stowarzyszenie Bibliotekarzy Polskich, Centrum NUKAT Biblioteki Uniwersyteckiej w Warszawie. Warszawa: Wydaw. SBP, 2003. (Katalogowanie w języku haseł przedmiotowych KABA: podręcznik / pod red. Jadwigi Wożniak; cz. 1) (Formaty, Kartoteki; 13)

- - Opis przedmiotowy dokumentów z dziedziny literatury / Anna Bober, Danuta Patkaniowska; Stowarzyszenie Bibliotekarzy Polskich, Centrum NUKAT Biblioteki Uniwersyteckiej w Warszawie. Warszawa: Wydaw. SBP, 2005. (Katalogowanie w języku haseł przedmiotowych KABA: podręcznik / pod red. Jadwigi Woźniak-Kasperek; cz.2) (Formaty Kartoteki; 14)

- - Opis przedmiotowy dokumentów z zakresu językoznawstwa / Barbara Majchrowska; Stowarzyszenie Bibliotekarzy Polskich, Centrum NUKAT Biblioteki Uniwersyteckiej w Warszawie, Biblioteka Narodowa. Warszawa: Wydaw. SBP, 2007. (Katalogowanie w języku haseł przedmiotowych KABA: podręcznik / pod red. Jadwigi Woźniak-Kasperek; cz. 3) (Formaty, Kartoteki; 15)

- - Opracowanie piśmiennictwa z zakresu teologii i religioznawstwa / Grażyna M. Wilczyńska; Stowarzyszenie Bibliotekarzy Polskich, Centrum NUKAT Biblioteki Uniwersyteckiej w Warszawie. Warszawa: Wydaw. SBP, 2009. (Katalogowanie w języku haseł przedmiotowych KABA: podręcznik / pod red. Jadwigi Woźniak-Kasperek; cz. 4) (Formaty, Kartoteki; 19)

- - Opis przedmiotowy dokumentów na temat wojen i wojskowości / Przemysław Ćwikowski; Stowarzyszenie Bibliotekarzy Polskich, Centrum NUKAT Biblioteki Uniwersyteckiej w Warszawie. Warszawa: Wydaw. SBP, 2013. (Katalogowanie w języku haseł przedmiotowych KABA: podręcznik / pod red. Jadwigi Woźniak-Kasperek; cz. 5) (Formaty, Kartoteki; 22)

### Za rok 2012
- W kategorii prace o charakterze teoretycznym, metodologicznym, źródłowym:
  - Wydawcy poznańscy 1815-1914 : kształtowanie środowiska i repertuaru wydawniczego / Artur Jazdon. Poznań: Wydawnictwo Naukowe UAM 2012. (Uniwersytet im. Adama Mickiewicza w Poznaniu, Seria Prace Biblioteki Uniwersyteckiej)

- W kategorii prace o charakterze dokumentacyjno-informacyjnym:
  - „Przegląd Biblioteczny”: monografia / Zbigniew Gruszka. Łódź: Wydawnictwo Uniwersytetu Łódzkiego; Warszawa: Wydawnictwo Stowarzyszenia Bibliotekarzy Polskich, 2012. (Nauka, Dydaktyka, Praktyka)

- - W drodze do utraconej Itaki: prasa, książki i czytelnictwo na szlaku Samodzielnej Brygady Strzelców Karpackich (1940-1942) oraz Armii Polskiej na Wschodzie i 2. Korpusu (1941-1946) / Oskar Stanisław Czarnik. Warszawa: Biblioteka Narodowa, 2012

- W kategorii podręczniki akademickie:
  - Biblioteka w środowisku społecznościowego Internetu: biblioteka 2.0 / Grzegorz Gmiterek. Warszawa: Wydawnictwo SBP, 2012. (Nauka, Dydaktyka, Praktyka)[21]

### Za rok 2011
- W kategorii prace o charakterze teoretycznym, metodologicznym, źródłowym:
  - Państwowy Instytut Książki (1946-1949) i jego rola w rozwoju bibliologii, bibliotekarstwa i kultury książki w Polsce / Małgorzata Korczyńska-Derkacz. Wrocław: Wydawnictwo Uniwersytetu Wrocławskiego 2011. (Acta Universitatis Wratislaviensis; nr 3297)

### Za rok 2010
- W kategorii prace o charakterze teoretycznym, metodologicznym, źródłowym:
  - Słowa kluczowe / Wiesław Babik. Kraków: Wydawnictwo Uniwersytetu Jagiellońskiego, 2010[22]

- W kategorii prace o charakterze dokumentacyjno-informacyjnym:
  - Biblioteki Warszawy w latach 1939–1945 / Andrzej Mężyński; Ministerstwo Kultury i Dziedzictwa Narodowego. Departament Dziedzictwa Kulturowego. Warszawa: Ministerstwo Kultury i Dziedzictwa Narodowego. Departament Dziedzictwa Kulturowego, 2010. (Polskie Dziedzictwo Kulturalne. Seria A, Straty Kultury Polskiej)[23]

- W kategorii podręczniki akademickie:
  - Biblioteka w komunikacji publicznej / Jacek Wojciechowski. Warszawa: Wydawnictwo SBP, 2010[24]

- W kategorii prace o charakterze praktyczno-wdrożeniowym:
  - Człowiek niepełnosprawny w bibliotece publicznej / Małgorzata Fedorowicz. Toruń: Wydawnictwo Naukowe Uniwersytetu Mikołaja Kopernika, 2010. (Rozprawa Habilitacyjna / Uniwersytet Mikołaja Kopernika)[25][26]

### Za rok 2009
- W kategorii prace o charakterze teoretycznym, metodologicznym, źródłowym:
  - Angielsko-polski słownik informacji naukowej i bibliotekoznawstwa[27] / Jacek Tomaszczyk. – Katowice: Studio NOA; Uniwersytet Śląski, 2009
  - Kultura informacyjna w perspektywie zmian w edukacji[28] / Hanna Batorowska. – Warszawa: Wydawnictwo SBP, 2009. – (Nauka, Dydaktyka, Praktyka)
- W kategorii prace o charakterze dokumentacyjno-informacyjnym:
  - Współczesne księgozbiory polskie za granicą: 1. Polskie i polonijne księgozbiory instytucji[29] / Barbara Bieńkowska, Elżbieta Maruszak, Jacek Puchalski, Agata Bastrzyk. – Warszawa: Ministerstwo Kultury i Dziedzictwa Narodowego, 2009. – (Poza Krajem)

### Za rok 2008
- W kategorii prace o charakterze dokumentacyjno-informacyjnym:
  - Druki XVI wieku w zbiorach biblioteki katedralnej we Lwowie[30]/ Jolanta Gwioździk, Edward Różycki. – Warszawa: Wydawnictwo DIG, 2008
- W kategorii prace o charakterze praktyczno-wdrożeniowym:
  - Nowe formy komunikacji społecznej w europejskiej przestrzeni edukacyjnej[31] / Monika Krakowska. – Kraków: Wydawnictwo Uniwersytetu Jagiellońskiego, 2008. – (Prace z Bibliotekoznawstwa i Informacji Naukowej; 16)

### Za rok 2007
- - Źródła do historii bibliotek w Polsce w latach 1918–1948. Studium bibliologiczne / Jacek Puchalski. – Warszawa: Wydawnictwo SBP 2007.- (Nauka, Dydaktyka, Praktyka; 90)
  - Inkunabuły w zbiorach Biblioteki Wyższego Seminarium Duchownego w Pelplinie[32]/ Janusz Tondel. – Toruń: Wydawnictwo Naukowe Uniwersytetu Mikołaja Kopernika w Toruniu, Wydawnictwo Bernardinum w Pelplinie 2007
  - Statystyka w bibliotece i jej otoczeniu[33]/ Jerzy Maj. – Warszawa: Wydawnictwo SBP, 2007.- (Nauka, Dydaktyka, Praktyka; 89)

### Za rok 2006
- W kategorii prace o charakterze teoretycznym, metodologicznym, źródłowym;
  - Z uśmiechem przez wszystkie granice: recepcja wydawnicza przekładów polskiej książki dla dzieci i młodzieży w latach 1945–1989[34] / Bogumiła Staniów.– Wrocław: Wydawnictwo Uniwersytetu Wrocławskiego, 2006. – (Acta Universitatis Wratislaviensis; No 2803)
- W kategorii prace o charakterze dokumentacyjno-informacyjnym:
  - Działalność Aleksandra Birkenmajera na rzecz ochrony zbiorów bibliotecznych. Ziemie zachodniej i północnej Polski w latach 1945–1947[35][36]/ Ryszard Nowicki.– Poznań 2006
- W kategorii podręczniki akademickie:
  - Informacja naukowa: rozwój – metody – organizacja[37]/ pod redakcją Zbigniewa Żmigrodzkiego oraz Wiesława Babika i Diany Pietruch-Reizes; Stowarzyszenie Bibliotekarzy Polskich. – Warszawa: Wydawnictwo SBP, 2006. – (Nauka, Dydaktyka, Praktyka)

### Za rok 2005
- W kategorii prace o charakterze teoretyczno-metodologicznym:
  - Książka na przestrzeni dziejów[38][39]/ Barbara Bieńkowska; przy współpracy Elżbiety Maruszak.- Warszawa: CEBID, 2005
- W kategorii prace o charakterze dokumentacyjno-źródłowym
  - Dzieła Jana Pawła II: bibliografia publikacji wydanych poza Polską[40] / Anna Wolnik; Instytut Bibliograficzny.- Warszawa: Biblioteka Narodowa, 2005
- W kategorii prace o charakterze praktyczno-wdrożeniowym:
  - Jakość usług bibliotecznych: badanie metodą SERVQUAL[41] / Maria Wanda Sidor. – Warszawa: Wydawnictwo SBP, 2005. – (Nauka, Dydaktyka, Praktyka; 73)

### Za rok 2004
- W kategorii prace o charakterze teoretyczno-metodologicznym:
  - Kultura organizacyjna w bibliotekach: nowe i stare idee w zarządzaniu biblioteką[42][43]/ Elżbieta Barbara Zybert. – Warszawa: Wydawnictwo SBP, 2004. – (Nauka, Dydaktyka, Praktyka; 69)
- W kategorii prace o charakterze dokumentacyjno-źródłowym:
  - Prasa Księstwa Warszawskiego[44] / Kazimierz Ossowski; Instytut Książki i Czytelnictwa. –Warszawa: Biblioteka Narodowa, 2004. – (Z Dziejów Kultury Czytelniczej w Polsce; 16)
- W kategorii prace o charakterze praktyczno-wdrożeniowym:
  - Metadane: sposób na uporządkowanie Internetu[45] / Marek Nahotko. Kraków: Wydawnictwo Uniwersytetu Jagiellońskiego, 2004. – (Zeszyty Naukowe Uniwersytetu Jagiellońskiego, Prace z Bibliotekoznawstwa i Informacji Naukowej; Z. 6 [8])

### Za rok 2003
- W kategorii prace o charakterze dokumentacyjno-źródłowym:
  - Biblioteki naukowe w Generalnym Gubernatorstwie w latach 1939–1945 : wybór dokumentów źródłowych[46] / wybór i opracowanie Andrzej Mężyński; współpraca Hanna Łaskarzewska; Polskie Towarzystwo Bibliologiczne. – Warszawa: Wydawnictwo LTW, 2003

### Za rok 2002
- W kategorii prace o charakterze teoretyczno-metodologicznym:
  - Bibliografia w Polsce 1945-1996 : naukoznawcza analiza dyscypliny[47] / Marta Skalska-Zlat. – Wrocław: Wydawnictwo Uniwersytetu Wrocławskiego, 2002
  - Słownik encyklopedyczny informacji, języków i systemów informacyjno-wyszukiwawczych[48][49]/ oprac. Bożenna Bojar; [współpraca: Wiesław Babik, Jarosław Bojar, Zina Jarmoszuk, Hanna Popowska, Jadwiga Sadowska, Barbara Sosińska-Kalata, Barbara Wereszczyńska-Cisło, Jadwiga Woźniak]. – Warszawa: Wydawnictwo SBP, 2002
- W kategorii prace o charakterze dokumentacyjno-źródłowym:
  - 1. Dyskopedia poloników do 1918 roku[50] / Katarzyna Janczewska-Sołomko. – Warszawa: Biblioteka Narodowa, 2002
- W kategorii prace o charakterze praktyczno-wdrożeniowym:
  - 1. Praca: mikrotezaurus[51] / oprac. Ewa Chmielewska-Gorczyca. – Warszawa: Wydawnictwo Sejmowe, 2002
  - 1a. Prawo: mikrotezaurus[52] / oprac. Ewa Chmielewska-Gorczyca. – Warszawa: Wydawnictwo Sejmowe, 2002
  - 1b. Prawo karne: mikrotezaurus[53] / oprac. Ewa Chmielewska-Gorczyca. – Warszawa: Wydawnictwo Sejmowe, 2002
  - 1c. Rolnictwo: mikrotezaurus[54] / oprac. Ewa Chmielewska Gorczyca. – Warszawa: Wydawnictwo Sejmowe, 2002

### Za rok 2001
- W kategorii prace o charakterze teoretyczno-metodologicznym:
  - Komisja nie zgłosiła publikacji do nagrody w tej kategorii.
- W kategorii prace o charakterze dokumentacyjno-źródłowym;
  - Bibliografia niezależnych wydawnictw ciągłych z lat 1976–1990. T. 1-2[55] / pod red. Stefanii Skwirowskiej; [oprac. materiału Stefania Skwirowska i Joanna Podurgiel; przy współpr. Wojciecha Jankowernego i in.]. Warszawa: Biblioteka Narodowa, 2001
- W kategorii prace o charakterze praktyczno-wdrożeniowym:
  - Adaptacja formatu USMARC do polskich zasad katalogowania: opis bibliograficzny i zasady wyboru haseł[56][57]/ oprac. Maria Janowska. Warszawa: Biblioteka Narodowa, 2001

### Za lata 1996–2000
- W kategorii prace o charakterze teoretyczno-metodologicznym:
  - Modele organizacji wiedzy w systemach wyszukiwania informacji o dokumentach[58][59] / Barbara Sosińska-Kalata. – Warszawa: Wydawnictwo SBP, 1999. (Nauka, Dydaktyka, Praktyka; 33)
  - Studium zastosowania kompleksowego zarządzania jakością (TQM) w bibliotekoznawstwie i informacji naukowej[60] / Ewa Głowacka. – Toruń: Wydawnictwo Uniwersytetu Mikołaja Kopernika, 2000
- W kategorii prace o charakterze dokumentacyjno-źródłowym:
  - Bibliografia czasopism warszawskich 1579-1981. T. 1-3.[61] / oprac. Konrad Zawadzki; przy współudz. Zofii Brulińskiej [i in.]; Biblioteka Publiczna m. st. Warszawy – Biblioteka Główna Województwa Mazowieckiego. Warszawa: BP BG, 1994-2001
  - Biblioteki na wschodnich ziemiach II Rzeczypospolitej: informator[62] / red. nauk. Barbara Bieńkowska; oprac. Urszula Paszkiewicz, Hanna Łaskarzewska, Janusz Szymański, Stanisław Waligórski; Ministerstwo Kultury i Sztuki. Biuro Pełnomocnika Rządu do spraw Polskiego Dziedzictwa Kulturalnego za Granicą. – Poznań: Bogucki Wydawnictwo Naukowe, 1998. (Polskie Dziedzictwo Kulturalne. Seria B, Wspólne Dziedzictwo)
  - Deutsch-polnische Beziehungen in Geschichte und Gegewart: Bibliographie 1900-1998. T. 1-4.[Stosunki polsko-niemieckie w historii i teraźniejszości. Bibliografia] / red. Andreas Lawaty, Wiesław Mincer przy współpr. Anny Domańskiej [i in.]. Wiesbaden: Harassovitz Verlag, 2000
  - Inwentarze i katalogi bibliotek z ziem wschodnich Rzeczypospolitej. T. 1-3. / Urszula Paszkiewicz; Ministerstwo Kultury i Sztuki. Biuro Pełnomocnika Rządu do spraw Polskiego Dziedzictwa Kulturalnego za Granicą. Warszawa: „DiG”, 1996-2000. (Polskie Dziedzictwo Kulturalne. Seria B, Wspólne Dziedzictwo)
- W kategorii prace o charakterze praktyczno-wdrożeniowym:
  - Bibliotekarstwo szkolne: teoria i praktyka. T. 1-2.[63][64][65]/ Jadwiga Andrzejewska. Warszawa: Wydawnictwo SBP, 1996. (Nauka, Dydaktyka, Praktyka; 16/17)
  - Format USMARC rekordu bibliograficznego dla książki[66] / Maria Lenartowicz, Anna Paluszkiewicz. – Wyd. 2. – Warszawa: Wydawnictwo SBP, 2000. (Formaty, Kartoteki; 7)

### Za rok 1995
- Bogumił Karkowski za pracę: Dzieje bibliotek Joachima Lelewela: studium bibliologiczne[67]. – Łódź: Wydawnictwo Uniwersytetu Śląskiego, 1995
- Barbara Górska i Wiesław Tyszkowski za pracę: Katalog starych druków Biblioteki Zakładu Narodowego im. Ossolińskich[68], T. 1-8, Polonica wieku XVII. – Wrocław: Zakład Narodowy im. Ossolińskich, 1991-1996

### Za rok 1994
- Jerzy Ratajewski za pracę: Wybrane problemy metodologiczne informologii nauki (informacji naukowej)[69]. – Katowice: Wydawnictwo Uniwersytetu Śląskiego, 1994. – (Prace Naukowe Uniwersytetu Śląskiego w Katowicach; nr 1415)
- Krystyna Bednarska-Ruszajowa za pracę: Das polnische Buchwessen: bibliographische EinfA±hrung. – Frankufrt am Main; Berlin: P. Lang, 1994. – (Arbeiten und Bibliographien zum Buch- und Bibliothekswesen; Bd 11)

### Za rok 1992
- Wojciech Tomaszewski za pracę: Warszawskie edytorstwo muzyczne w latach 1772–1865[70]. – Warszawa: Biblioteka Narodowa, 1992- (Z Dziejów Kultury Czytelniczej w Polsce; 5)

### Za rok 1991
- Jan Ożóg za pracę: Katalog poloników XVI w. Biblioteki Uniwersyteckiej we Wrocławiu[71]. – Wrocław: Wydawnictwo Uniwersytetu Wrocławskiego, 1991. – (Acta Universitatis Wratislaviensis; nr 838)

### Za rok 1989
- Janina Trzcińska i Ewa Stępniakowa za pracę: Słownik języka haseł przedmiotowych Biblioteki Narodowej[72]. – Stan na dzień 30 czerwca 1986 r. – Warszawa: Biblioteka Narodowa, 1989
- Władysław Chojnacki i Wojciech Chojnacki za pracę: Bibliografia publikacji podziemnych w Polsce = Bibliography of underground publications in Poland: 13 XII 1981 – VI 1986[73] / Józefa Kamińska [ps. zbior.]. – Paris: Editions Spotkania, cop. 1988
- Alodia Kawecka-Gryczowa za pracę: Biblioteka ostatniego Jagiellona: pomnik kultury renesansowej[74]. – Wrocław: Zakład Narodowy im. Ossolińskich, 1989

### Za rok 1988
- Danuta Kamolowa i Krystyna Muszyńska za pracę: Zbiory rękopisów w bibliotekach i muzeach w Polsce: [przewodnik].[75] – Warszawa: Biblioteka Narodowa, 1988

### Za rok 1987
- Barbara Stefaniak za pracę: Studium bibliometryczne piśmiennictwa z zakresu informacji naukowej: (1977-1984)[76]. – Warszawa: Centrum IINTE, 1987. – (Prace IINTE; 64)
- Zbigniew Żmigrodzki za pracę: Racjonalizacja pracy bibliotecznej.- Katowice: Uniwersytet Śląski w Katowicach[77] 1986.- (Prace Naukowe Uniwersytetu Śląskiego w Katowicach)

### Za rok 1985
- Henryk Sawoniak za pracę: Międzynarodowa bibliografia bibliografii z zakresu informacji naukowej, bibliotekoznawstwa i dziedzin pokrewnych 1945-1987. – Wrocław: Zakład Narodowy im. Ossolińskich, 1985

### Za rok 1984
- Maria Lenartowicz za pracę: Przepisy katalogowania książek. Cz. 1, Opis bibliograficzny[76][78]. – Warszawa: Stowarzyszenie Bibliotekarzy Polskich, 1984

### Za rok 1983
- Zofia Gaca-Dąbrowska za pracę: Bibliotekarstwo II Rzeczypospolitej: zarys problemów organizacyjnych i badawczych[79]. – Wrocław: Wydawnictwo Uniwersytetu Wrocławskiego, 1983. – (Acta Universitatis Wratislviensis. Bibliotekoznawstwo; 12)